# Wisłoka
Wisłoka er en flod i det sydøstlige Polen, en biflod til Wisła, med en længde på 173 kilometer og et afvandingsområde på 4.100 km². Den har sit udspring i de Nedre Beskider i en højde på 370 moh. mens det laveste punkt i dalen af floden Wisła ligger i en højde af 250 moh.

## Byer og landsbyer langs Wisłoka
- Jasło
- Pilzno
- Dębica
- Mielec

## Bifloder
Bifloder til Wisłoka inkluderer:
- Jasiołka
- Tuszymka
- Wielopolka
- Ropa
- Grabinianka